# ヒマラヤタマアジサイ
ヒマラヤタマアジサイ（学名: Hydrangea aspera）は、アジサイ科アジサイ属の1種。

## 分布
ヒマラヤ、中国西部から中部、台湾、インドネシアに分布する。

## 特徴
高さ4メートル以下の低木である。葉は幅2.5–10センチ、長さ10–25センチで、黄色みを帯びる。花序は径25センチで、装飾花は少なく白色または薄紫色で大きさ2.5センチ、両性花は数が多く赤紫色である。

## 系統
分子系統によると、ヒマラヤタマアジサイは、ナガバアジサイ Hydrangea longifolia・Hydrangea sargentiana・Hydrangea glavripes と近縁である。
これらにタマアジサイ Hydrangea involucrata・ヤハズアジサイ Hydrangea sikokiana を加えたグループ（およそタマアジサイ亜節 Subsect. Asperae）は、アジサイ Hydrangea macrophylla などアジサイ属の中核とは別系統で、バイカアマチャ属 Platycrater を加えてクレードをなす。

## 亜種等
ストリゴサ
亜種 H. aspera subsp. strigosa (Rehder) McClintock。中国に分布する。ヒマラヤタマアジサイに似るが、葉は細長く、短い毛が生える。中国語では「蝋蓮繍球」という。
サーゲンティアナ
亜種 H. aspera subsp. sargentiana (Rehder) McClintock。中国、ネパールに分布。装飾花は白からピンク色、両性花は数多く薄紫色。中国語で「紫彩繍球」。
ウィロサ
かつては独立種 H. villosa Rehder とされていたが、近年では亜種アスペラ H. aspera subsp. aspera（オートニム）にウィロサグループとして含められる。中国、ネパールに分布する。花はタマアジサイに似るが、葉や装飾花は小型である。
タイワンゴトウヅル
かつては独立種 H. kawakamii Hayata とされてきたが、近年では H. aspera に含められる。台湾に分布。花はタマアジサイに似る。装飾花は白く小型だが、両性花の塊は大きい。中国語では「蝶萼繍球」。

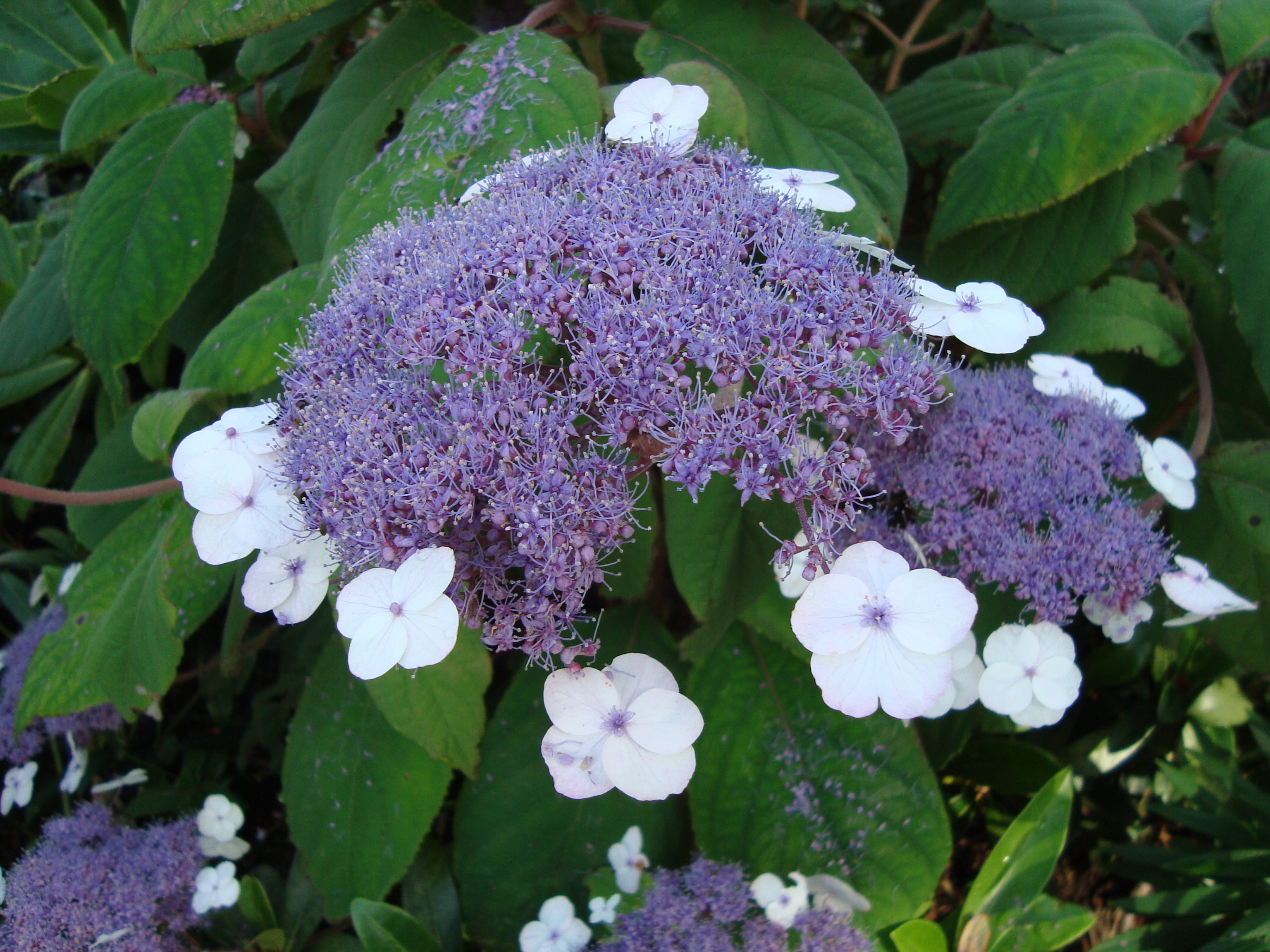
ストリゴサ
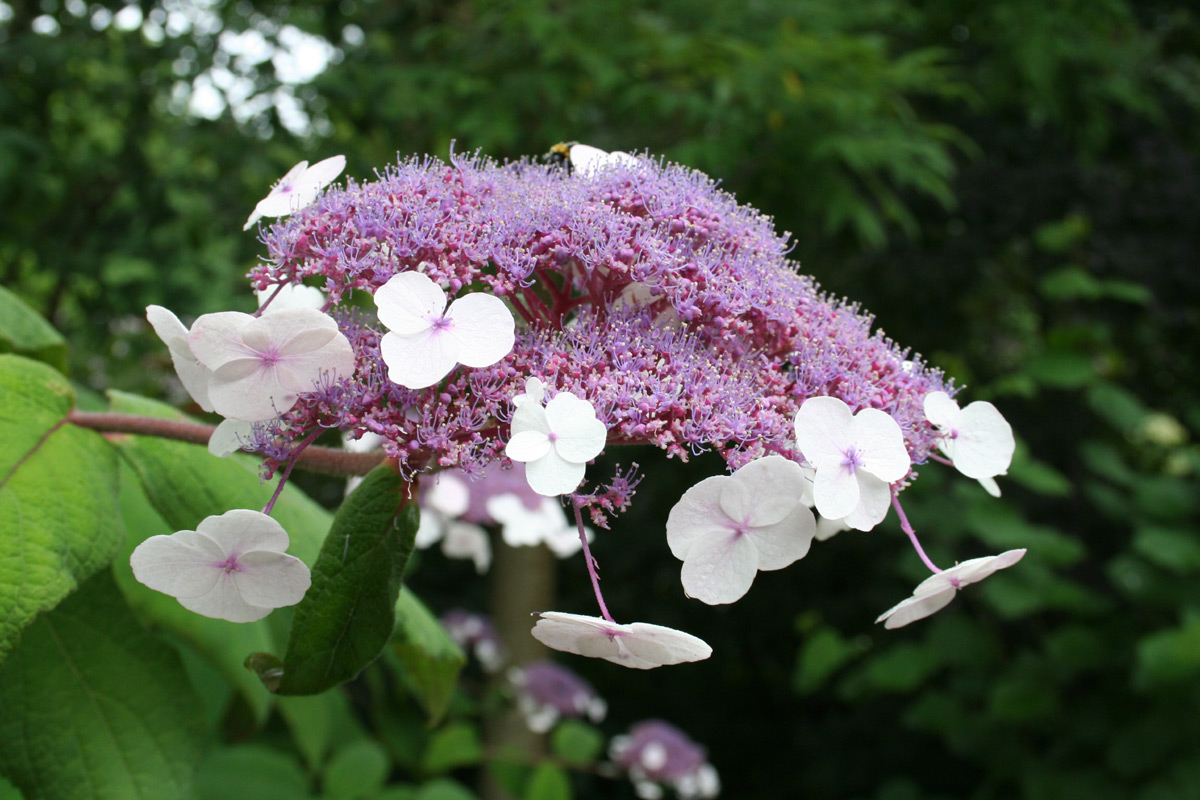
サーゲンティアナ
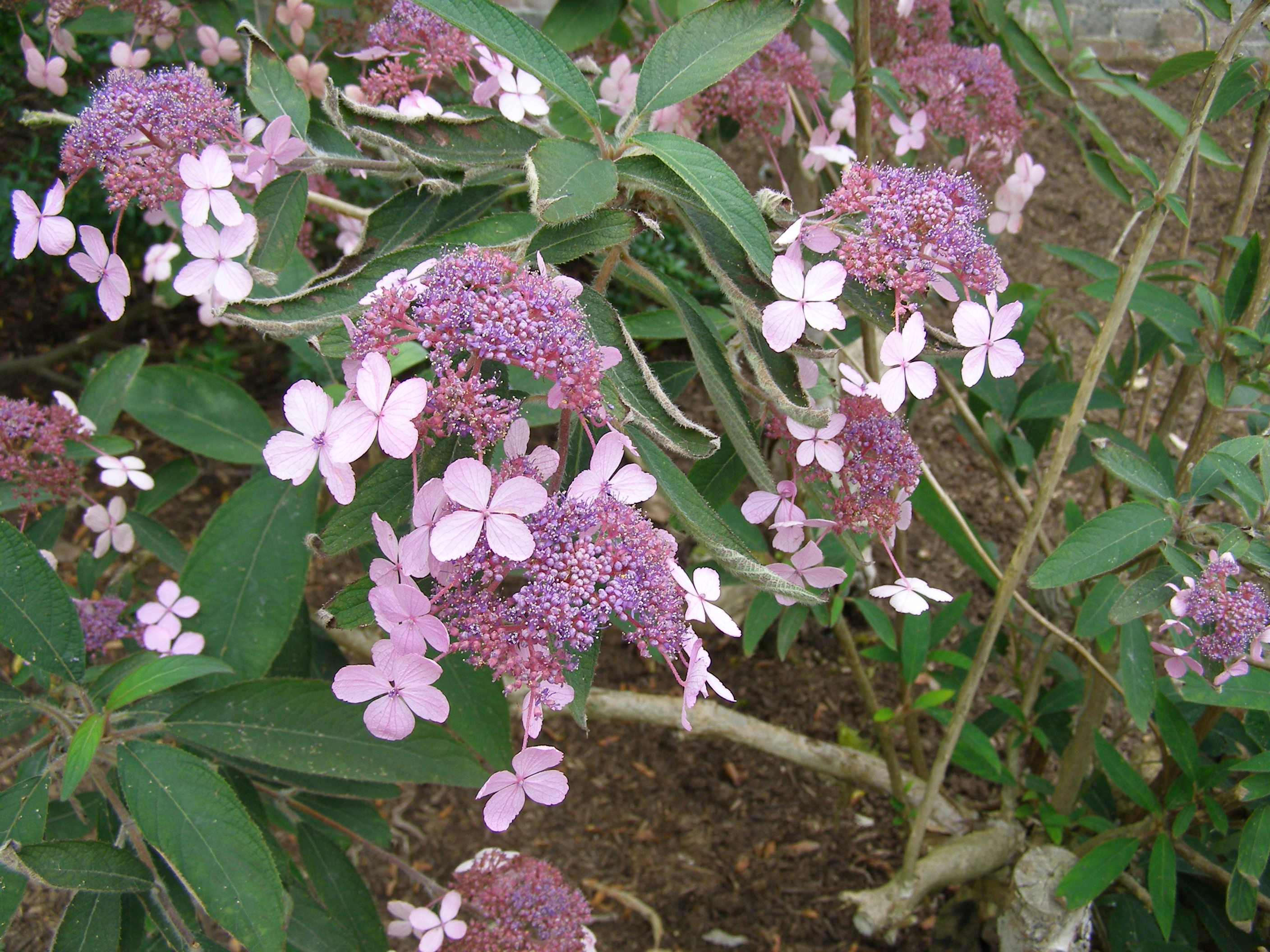
ウィロサ